# Aangewezen slagman
De aangewezen slagman of de DH (van het Engels: Designated Hitter) is een tiende speler die kan opgesteld worden in een honkbalteam. Gewoonlijk bestaat een honkbalteam uit 9 spelers met de volgende verdedigende posities:
- Pitcher (P)
- Catcher (C)
- 1e baseman (1B)
- 2e baseman (2B)
- 3e baseman (3B)
- Short Stop of Korte stop (SS)
- Left Fielder of linksvelder (LF)
- Center Fielder of middenvelder (CF)
- Right Fielder of rechtsvelder (RF)

De 9 spelers komen naast hun verdedigende taak ook om de beurt aan slag. Omdat er van de pitcher in de verdediging een grote inspanning en concentratie gevraagd wordt is het echter mogelijk om een DH aan te duiden die in de plaats van de pitcher aan slag komt. Met andere woorden: de pitcher werkt enkel verdedigend en de DH werkt enkel aanvallend.
Het is niet overal toegestaan om een DH aan te duiden. In Nederland is dit in de meeste klassen van de KNBSB-competitie wel toegestaan. In de Amerikaanse Major League zijn er twee sub-competities: de American League (AL) en de National League (NL). In de American League werd er al langere tijd een DH aangewezen, in de National League was de pitcher verplicht om ook aan slag te komen. Sinds 2022 wordt er in de National League ook met een DH gespeeld.

## Geschiedenis
Voor 1973 was de aangewezen slagman in het honkbal onbekend. Sindsdien is het in de American League toegestaan om een aangewezen slagman te gebruiken. De redenen voor de invoering waren tweeledig. Enerzijds kan het wenselijk zijn een werper vrij te stellen van de lichamelijke belasting van het slaan en honklopen tussen het werpen door. Anderzijds biedt het opstellen van een aangewezen slagman de mogelijkheid om goede (oude) slagmensen, met beperkte verdedigende mogelijkheden in de competitie te houden. De offensieve sterren kunnen zo langer blijven spelen, zonder dat hun team daar in de verdediging onder lijdt. Het was dan ook niet ongebruikelijk dat oudere spelers van de NL naar de AL gingen in de laatste jaren van hun carrière. 
Enkele namen van (voormalige) DHs die hiervan profiteren (of hebben geprofiteerd): David Ortiz (BOS), Cecil Fielder (NYY), Edgar Martinez (SEA), Frank Thomas (OAK) en Mike Piazza (OAK).

## Softbal
Softbal kent geen aangewezen slagman/-vrouw, maar een 'aangewezen velder'. Waar de aangewezen slagman een vervanging voor de werper in de slagvolgorde inhoudt, is de aangewezen velder een vervanging van een slagman/-vrouw in het veld. Het belangrijkste verschil is dat een aangewezen velder voor een willekeurige speler in de slagvolgorde mag worden ingezet, en dus niet alleen voor de werper.